# Giuseppe Mancinelli (militare)
Giuseppe Mancinelli (Urbino, 13 maggio 1895 – Roma, 1976) è stato un generale italiano che fu Capo di stato maggiore della difesa e comandante della NATO.

## Biografia
Giuseppe Mancinelli nacque ad Urbino il 13 maggio 1895 e ancora giovanissimo dal settembre del 1912 iniziò a frequentare l'accademia militare di Torino, uscendone con il grado di sottotenente d'artiglieria il 2 agosto 1914 e venne ammesso alla frequentazione della Scuola di Applicazione di Artiglieria e Genio ubicata sempre a Torino.
Entrato in servizio attivo con lo scoppio della prima guerra mondiale, venne assegnato al 21º Reggimento di Piacenza col quale, nel settembre 1915, conseguì la promozione al grado di tenente. Promosso capitano nell'aprile del 1917, nel gennaio 1918 venne assegnato al comando d'artiglieria della 7ª Armata.
Alla fine del conflitto, nel maggio del 1920 Mancinelli venne trasferito al 2º Reggimento di Pesaro ed alla fine del 1921 fu ammesso al corso di stato maggiore presso la scuola di guerra della città, da dove uscì nell'agosto 1922 per essere quindi assegnato all'ufficio dello stato maggiore centrale di Roma.
Passato al servizio del Ministero della Guerra nel maggio 1924, nel gennaio dell'anno successivo venne destinato a Milano con l'incarico di sovrintendere alla 2ª sezione di statistica militare. Nel dicembre del 1926 venne trasferito al corpo di stato maggiore ed il 1º ottobre 1927 venne trasferito al reggimento artiglieria a cavallo di Milano, quale comandante del 4º gruppo autoreparto.
Trasferito nuovamente all'ufficio centrale dello stato maggiore di Roma, nel marzo del 1930 venne promosso tenente colonnello e successivamente divenne addetto militare a Berlino (con competenze anche nell'area della Lituania).
Nel dicembre dello stesso anno la sua carica venne estesa anche presso le legazioni di Copenaghen, Stoccolma e L'Aia, e mantenne tale incarico fino al 15 ottobre 1936 quando venne sostituito da Luigi Efisio Marras. Nel novembre del 1932 venne anche nominato aiutante di campo onorario del re Vittorio Emanuele III.
Rientrato in Italia dalla legazione berlinese nel 1936, nel marzo 1942 diviene capo di stato maggiore dell'unità di collegamento con l'Armata corazzata italo-tedesca in Nord Africa (Colacit) e presto promosso Generale di brigata. Dal gennaio 1943 assumerà l'incarico di capo di stato maggiore della 1ª Armata italiana in Tunisia.
Venne nominato Capo di stato maggiore della difesa nel 1955 fino al 1959.
Dal 1956 al 1957 fu anche Presidente del comitato militare NATO.